# Blauwe Polder
De Blauwe Polder is een polder en een voormalig waterschap, gelegen in de gemeente Kaag en Braassem, in de Nederlandse provincie Zuid-Holland. Tot 2006 lag de polder in twee verschillende gemeenten. Het waterbeheer in de polder valt onder de verantwoordelijkheid van het Hoogheemraadschap van Rijnland.
De polder stond ook bekend als de Oud Aasepolder, omdat de rivier/veenstroom de Oude Ade dit stuk land van noord naar zuid doorsneed. Dit is nog duidelijk in het slotenpatroon van de polder herkenbaar. Bij de bedijking en droogmaling van de polder werd de Oude Ade in drie stukken geknipt: het deel ten noorden van de polder heet nog steeds Oude Ade (en mondt bij Zevenhuizen uit in de Kagerplassen); het stuk ten zuiden van de polder heet de Noord Ade en mondt bij Hoogmade uit in de Kromme Does.
De Blauwe Polder wordt aan de noordzijde begrensd door de Vaarsloot en de Akkersloot, aan de westzijde door de Stingsloot en de Zuidzijdervaart, aan de zuidzijde door de Afgedamde Achterwetering en de A4. Aan de oostzijde wordt de polder begrensd door het boezemwater van de Rijpwetering. Ten westen van de Blauwe Polder ligt de Rode Polder, ten noorden de Vrouw Vennepolder, ten zuiden
de Hoogmadesche Polder en de Frederikspolder. Het totale oppervlak van de Blauwe Polder is 236 ha, verdeeld over twee peilvakken. Het waterpeil in de polder ligt tussen de 2,17 en 2,36 meter beneden NAP.
De polder was vroeger groter dan thans en lag in twee gemeenten: Alkemade en Woubrugge. De zuidoostelijke 'hoek' (zie het kaartje in de infobox) lag in Woubrugge. De A4 werd in de jaren 1950 dwars door de polder aangelegd langs een lijn die vrijwel samenviel met deze gemeentegrens. Omdat de bouw van de weg gepaard ging met het opwerpen van een zandlichaam werd de polder daarmee ook fysiek in tweeën gedeeld. Deze zuidoostelijke hoek bleef weliswaar in de gemeente Woubrugge maar werd – voor het waterbeheer – bij de Frederikspolder getrokken. De Blauwe Polder verloor daarmee 33,7 ha. In 2009 kwamen de Blauwe Polder en de (vergrote) Frederikspolder door een gemeentelijke herindeling beiden in Kaag en Braassem te liggen.
De Blauwe Molen die de polder van 1904 tot 1960 bemaalde staat nog steeds, maar door afdamming van de Achterwatering is deze nog slechts maalvaardig in circuit.

## Externe link

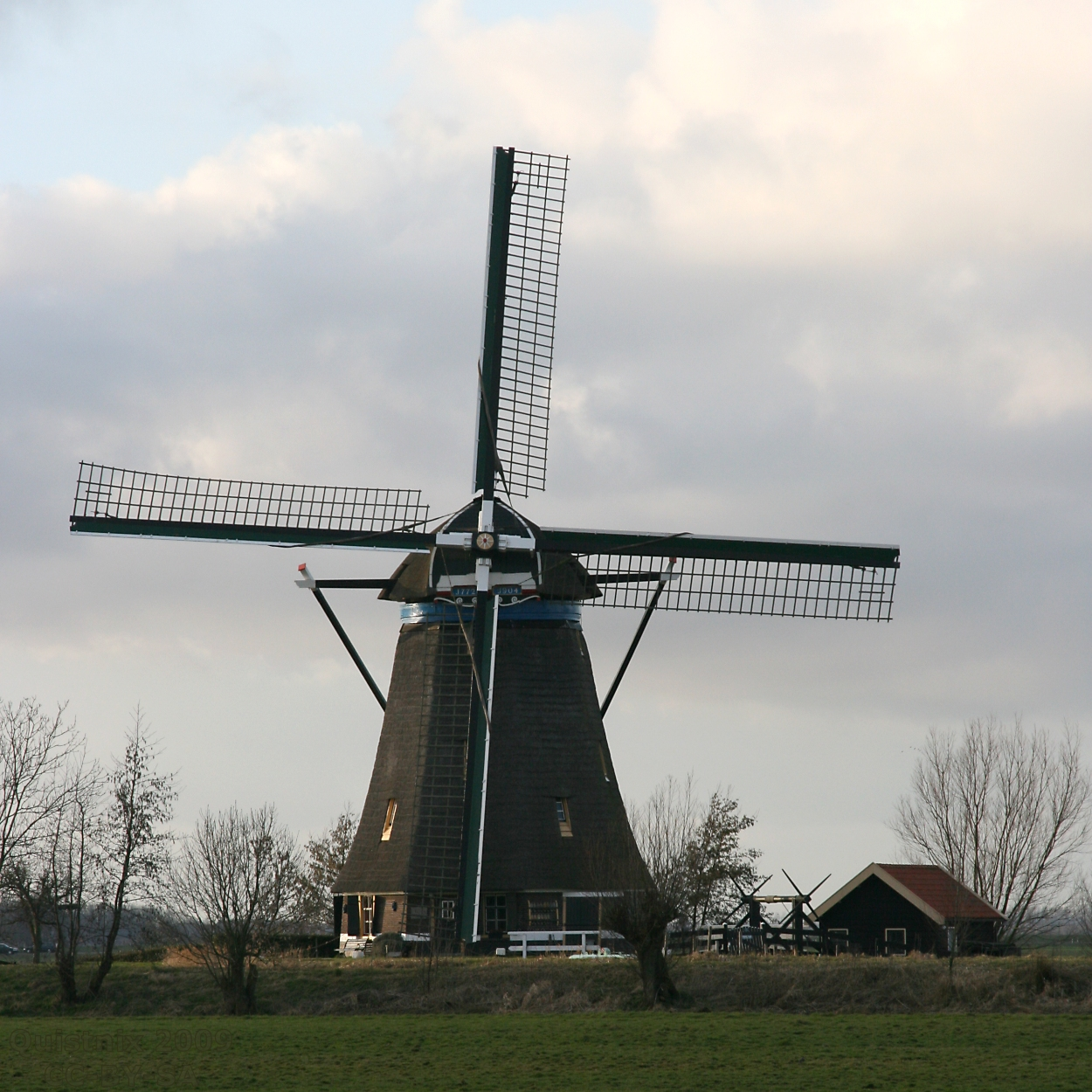
De Blauwe molen

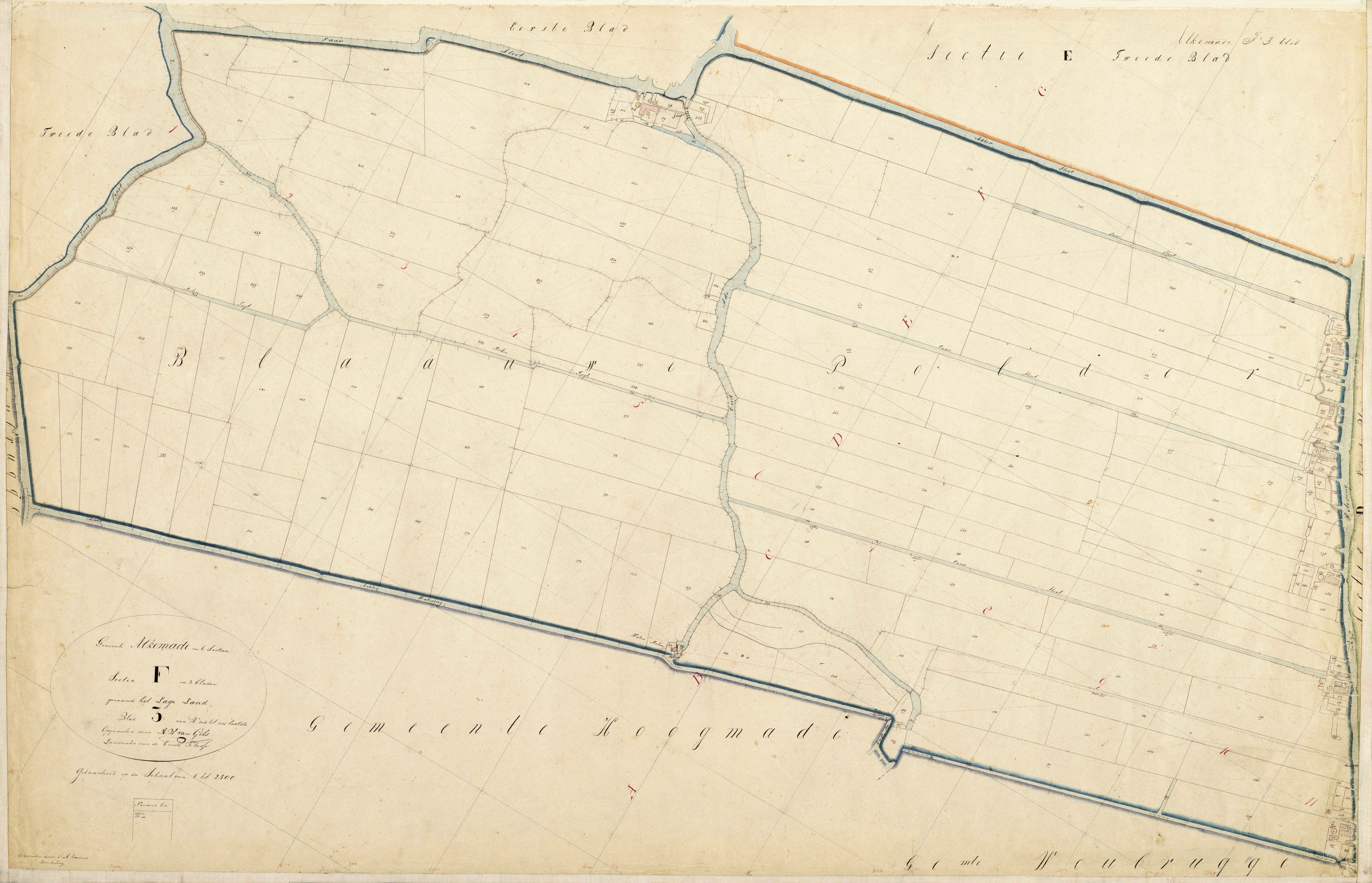
De Blauwe Polder op een kadasterkaart uit 1828. Dit is slechts het deel dat (toen) in de gemeente Alkemade viel. Een tweede deel lag in de gemeente Woubrugge; dat deel behoort momenteel bij de Frederikspolder. De veenstroom Oude Ade - dwars door de polder - is duidelijk te zien.